# دنیز ایشین
دنیز ایشین (انگلیسی: Deniz Işın؛ زادهٔ ۲۸ مهٔ ۱۹۹۲) بازیگر اهل ترکیه است. وی از سال ۲۰۱۹ میلادی تاکنون مشغول فعالیت بوده‌است.
از فیلم‌ها یا برنامه‌های تلویزیونی که وی در آن نقش داشته‌است می‌توان به معصومیت اشاره کرد.